# Das Messer im Wasser
Das Messer im Wasser (Originaltitel: Nóż w wodzie) ist ein polnisches Filmdrama von Roman Polański aus dem Jahr 1962. In diesem Beziehungsdrama mit Elementen des Psychothrillers wird der Segelausflug eines Paares durch das Auftauchen eines jungen Herumtreibers zur Zerreißprobe für deren Beziehung.
Das Messer im Wasser ist Polańskis erster abendfüllender Spielfilm und gilt als Startpunkt seiner internationalen Karriere. Der Film gewann unter anderem den Kritikerpreis bei den Filmfestspielen von Venedig und wurde für einen Oscar als Bester fremdsprachiger Film nominiert.

## Handlung

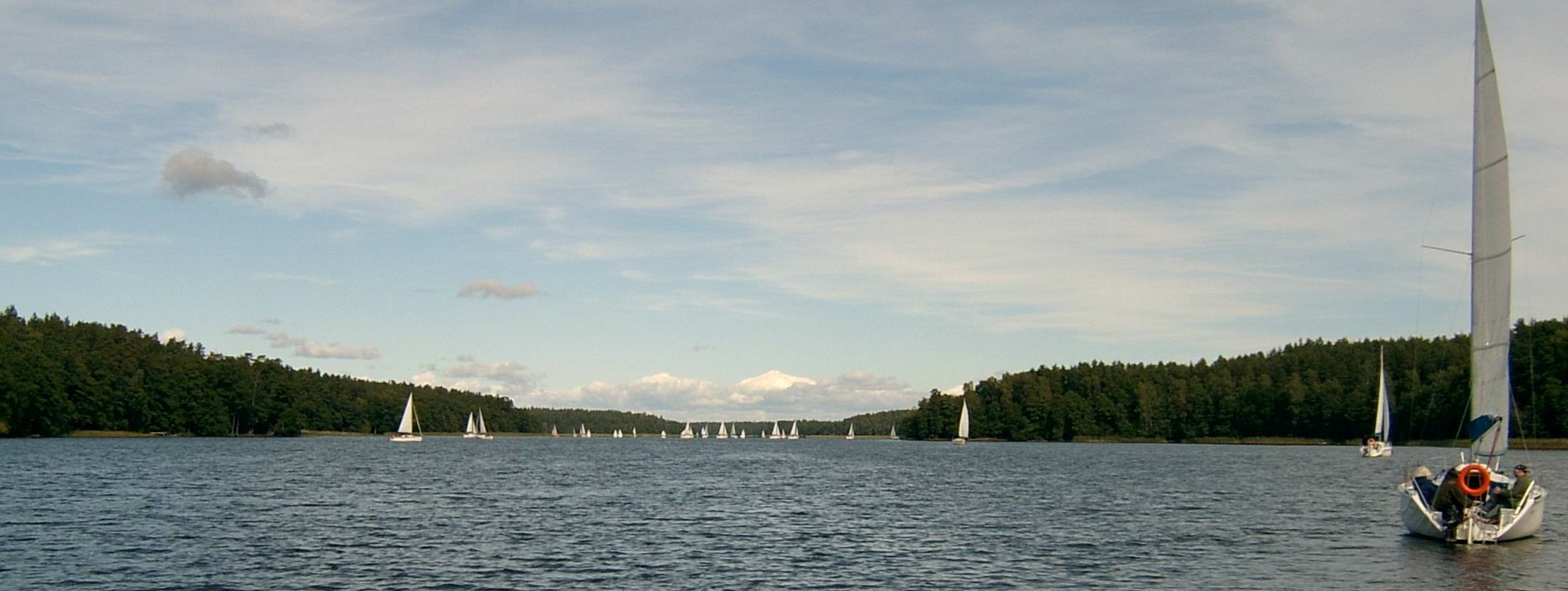
Segelboote auf einem Masurischen See. „Immer wieder wird die menschenleere Landschaft der Masurischen Seenplatte […] durch Aufnahmen aus einer weiten Perspektive in das Geschehen miteinbezogen“, so Kroner

Andrzej, ein erfolgreicher Sportjournalist, und seine junge Frau Krystyna fahren mit dem Auto aufs Land, um ein Wochenende auf ihrem Segelboot an einem See der Masurischen Seenplatte zu verbringen. Sie nehmen unterwegs einen jungen Anhalter mit und laden ihn ein, sie auf ihrem Ausflug zu begleiten. Im Laufe des Tages entwickeln sich verbale Machtkämpfe zwischen dem bürgerlichen Andrzej und dem rebellischen, freiheitsliebenden jungen Mann. Im Mittelpunkt steht dabei immer wieder das bedrohlich wirkende Messer, mit dem ihr Gast spielt. Die beiden Männer, in Konkurrenz um die Gunst Krystynas stehend, messen ihre Kräfte auf verschiedene Arten, doch keiner kann einen klaren Sieg erlangen.
Nach einer Nacht vor Anker ertappt Andrzej seine Frau und den jungen Mann früh morgens bei einem vertraulichen Gespräch an Deck. Bei einem Handgemenge zwischen den Rivalen geht erst das wohlgehütete Messer des jungen Mannes über Bord, dann er selbst. Da er zuvor angegeben hatte, nicht schwimmen zu können, befürchtet das Paar, er sei ertrunken. Sie tauchen nach ihm, und Andrzej schwimmt ans Ufer, angeblich um die Polizei zu informieren. Der junge Mann ist jedoch nicht ertrunken, sondern klammert sich unbemerkt an einer Boje fest. Sobald er feststellt, dass Krystyna allein an Bord ist, kehrt er zurück auf das Boot. Er und Krystyna schlafen miteinander. Der junge Mann verlässt das Boot, bevor Krystyna es an Land bringt. Dort wartet Andrzej auf sie. Er hatte gezögert, die Polizei zu informieren. Krystyna eröffnet ihrem Mann, dass der junge Mann nicht tot sei, und gesteht den Ehebruch, doch Andrzej will ihr nicht glauben. Das Paar tritt die Heimreise an. An einer Weggabelung – die eine weist nach Hause, die andere zur Polizei – stoppen sie.

## Entstehungsgeschichte

### Drehbuch und Vorproduktion
Polański hatte das Szenario zu Das Messer im Wasser bereits im Rahmen seiner Abschlussarbeit an der Filmhochschule Lodz 1959 zusammen mit Jakub Goldberg und Jerzy Skolimowski entworfen. Orr vermutet, dass Orson Welles’ Die Lady von Shanghai (1946) und René Cléments Plein Soleil (1960) während des Entstehungsprozesses als Inspiration für die Dynamik der Dreiecksgeschichte und für das Setting gedient haben könnten. Polański berichtete 1969 über die Entstehung seiner Idee zu Das Messer im Wasser: „Meine ersten Gedanken zu diesem Film, bevor es überhaupt eine Geschichte dazu gab, bezogen sich auf die Landschaft, insbesondere auf das Wasser in dieser Gegend Polens, wo diese ganzen Seen sind.“ Er hob besonders den Einfluss des damaligen Filmstudenten Skolimowski hervor, der hinzukam, als die Arbeit mit Goldberg stockte. Skolimowski brachte unter anderem die Idee ein, den Film, anstatt an einigen Tagen, an nur einem einzigen Tag spielen zu lassen. Nach Skolimowskis Angaben überprüften sie beim Schreiben des Drehbuchs jedes Wort, um die Dialoge möglichst minimalistisch und kurz zu halten.
1961 signalisierte Jerzy Bossak, der künstlerische Leiter der staatlich finanzierten Filmgesellschaft Produktionsgruppe Kamera, dass das politische Klima in Polen nun geeignet sei, das Projekt zu verwirklichen. Der zum Dreh seiner experimentellen Kurzfilme in Paris weilende Polański reiste nach Polen und bekam durch ein Komitee des Kultusministeriums die Erlaubnis, innerhalb von zwei Wochen ein Drehbuch zur Genehmigung vorzulegen. Zusammen mit Skolimowski erarbeitete Polański innerhalb kürzester Zeit ein drehfertiges Skript, wobei Skolimowski, gemäß Feeney „der ideale Partner für die Findung einer präzisen, minimalen Sprache“, für die Ausarbeitung der Dialoge zuständig war. Nachdem Polański den Vorwurf des Komitees der „gesellschaftlichen Irrelevanz“ des Drehbuchs durch das Einfügen eines „sozial bewussten Dialogs“, den er ironischerweise in die Liebesszene von Krystyna und dem Jungen einbaute, entkräftet hatte, bekam das Projekt grünes Licht.
Polański wollte ursprünglich den Jungen selbst spielen, doch Freunde rieten ihm davon ab mit der Begründung, es würde zu eitel aussehen, wenn Polański Regisseur, Drehbuchautor und Darsteller in Personalunion wäre. Seine Darsteller fand Polański in dem routinierten Film- und Bühnendarsteller Leon Niemczyk und dem noch wenig erfahrenen Schauspielschüler Zygmunt Malanowicz. Jolanta Umecka (* 1937) war eine Musikstudentin gänzlich ohne Schauspielerfahrung, die Polański in einem Schwimmbad entdeckt hatte. Sie verkörperte für Polański den idealen Kontrast zwischen Unscheinbarkeit in bekleidetem Zustand und einer reizvollen sexuellen Ausstrahlung, sobald man sie weniger verhüllt in Badebekleidung sah.

### Produktion und Nachproduktion

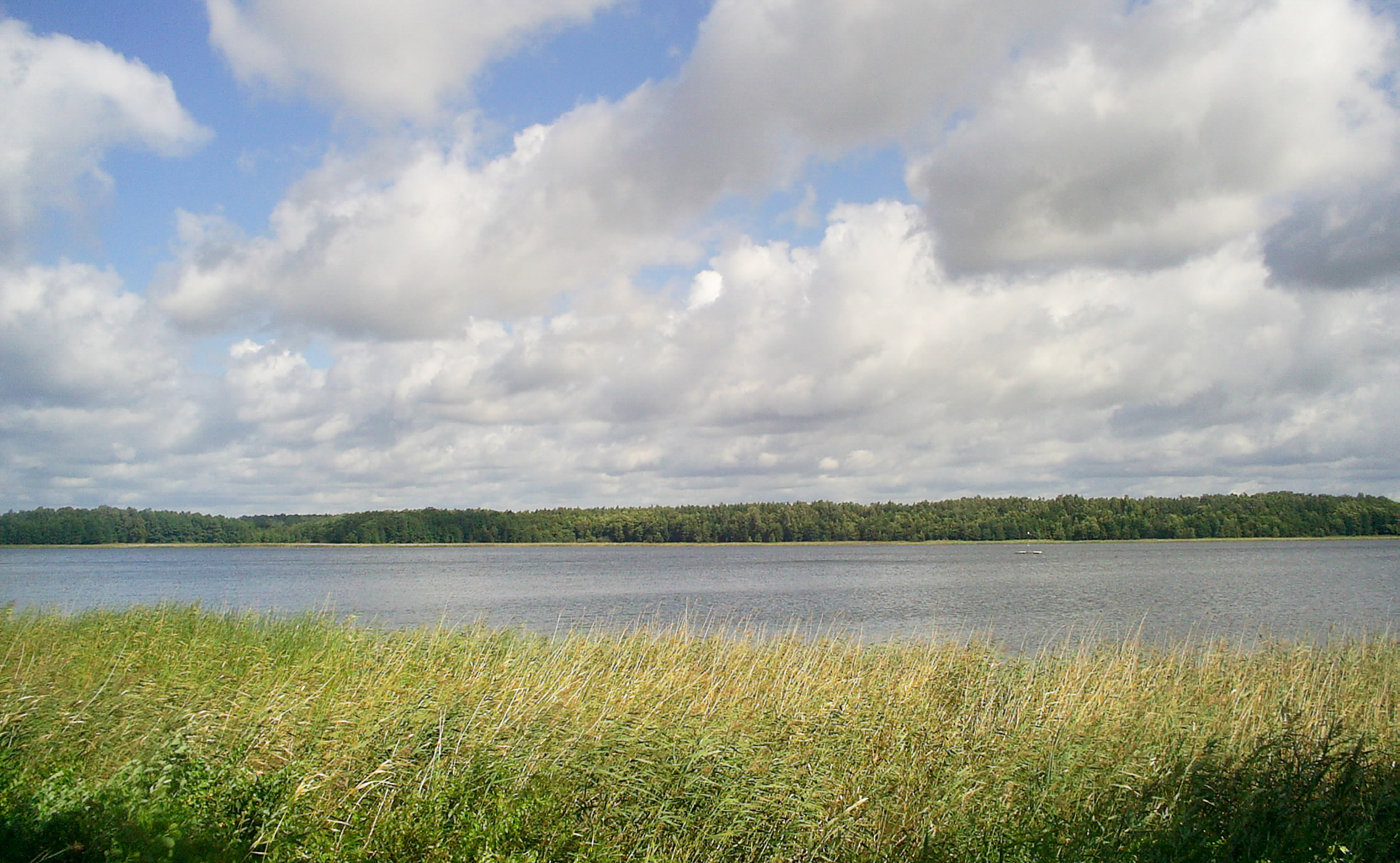
Der See Kisajno war ein Hauptdrehort

Die Dreharbeiten fanden vom Sommer bis zum Herbst 1961 um Gizycko (Lötzen) in Masuren statt. Das Filmteam wohnte gemeinsam auf einem Hausboot. Polański nennt Das Messer im Wasser einen „teuflisch schwierig zu realisierenden Film“. Da auf einem echten Segelboot gedreht wurde, das kaum genug Platz für die drei Darsteller bot, musste das Filmteam über die Reling gelehnt und mit Gurten gesichert arbeiten, wobei ein Generatorboot für die Versorgung der technischen Geräte immer im gleichen Abstand neben dem Segelboot manövrieren musste. Die sich schnell ändernden Licht- und Schattenverhältnisse sowie der sich rasch verändernde Wolkenhimmel ließen die Befürchtung aufkommen, später beim Filmschnitt erhebliche Schwierigkeiten mit Anschlussfehlern zu bekommen.
Auch die Arbeit mit den Schauspielern gestaltete sich schwierig. Während Niemczyk als Profi einfach zu führen war, musste Polański für Malanowicz atmosphärische Situationen aufbauen, in die sich der bekennende Method Actor hineinsteigern konnte, um überzeugende Leistungen abzuliefern. Am schwierigsten war der Umgang mit Umecka. Die sich überwiegend passiv verhaltende junge Frau wurde für Polański und sein Team zur „Manifestation einer wahren Ausgeburt emotionaler Trägheit“ und konnte nur mit massiven Mitteln wie verbalen Provokationen oder dem Abfeuern einer Signalpistole dazu angeregt werden, schauspielerische Reaktion zu zeigen. Polański vertritt außerdem die Ansicht, sie habe während der Dreharbeiten massiv an Gewicht zugelegt und einer heimlichen Fresssucht gefrönt.
Auch der Besuch eines Reporters der Filmzeitschrift Ekran am Set bereitete dem Projekt Schwierigkeiten. Er prangerte in seinem Blatt das angeblich extravagante Leben des Filmteams und die in seinen Augen verschwenderische Ausstattung des Films an. Polański sah sich gezwungen, statt eines Mercedes’ nun einen Peugeot als Auto des Paares einzusetzen, und musste etliche Szenen nachdrehen. Ironischerweise fuhren sowohl der Reporter als auch ein hochrangiger Beamter bei ihren Besuchen der Produktion selbst einen Mercedes – das Filmteam mutmaßte daher, dass eher die Treffsicherheit der Anspielungen im Film an eine privilegiert lebende Elite, die sich in der kommunistischen Volksrepublik Polen etabliert hatte, der Grund für den Ärger waren. Während der Dreharbeiten hatte der Regisseur zudem einige Schicksalsschläge zu verkraften: Bei einem Autounfall trug er Verletzungen davon, die ihn für drei Wochen ins Krankenhaus brachten. Seine Frau Barbara Kwiatkowska eröffnete ihm telefonisch aus Rom das Ende ihrer
Ehe. Zudem starb Polańskis Freund und Mentor Andrzej Munk bei einem Autounfall.

Nach zehn Wochen waren die Dreharbeiten beendet. Es stellte sich heraus, dass der aufgenommene Originalton unbrauchbar war. Nur Niemczyk synchronisierte seine Figur selbst nach, während Umeckas Rolle von einer professionellen Schauspielerin nachgesprochen wurde. Den jungen Mann sprach Polański selbst ein. Die deutsche Synchronfassung für den Film entstand 1963 in München unter Synchronregie von Manfred R. Köhler, der auch das Dialogbuch verfasste. Alf Marholm sprach Andrzej und Thomas Braut den jungen Anhalter, die Sprecherin der Frau ist unbekannt.

## Rezeption

### Veröffentlichung und zeitgenössische Kritik
Bei einer privaten Vorführung des fertig geschnittenen Films lehnte ihn PVAP-Parteichef Władysław Gomułka als „gesellschaftlichen Zündstoff“ ab. Der Film sei „weder typisch noch relevant für Polen als Ganzes“. Die Produktionsgesellschaft Film Polski sah sich gezwungen, den Film nicht mit einer Galapremiere zu eröffnen, sondern lediglich in einigen kleinen Kinos zu starten. Die Filmpremiere war am 9. März 1962. Eine kommunistische Jugendzeitschrift kam zu einem vernichtenden Fazit: „Nichts rührt besonders an. Der Regisseur weiß über den zeitgenössischen Menschen nichts von Interesse auszusagen, und wir identifizieren uns mit keiner seiner Figuren.“
Der Filmunternehmer Pierre Braunberger hatte inzwischen die internationalen Veröffentlichungsrechte für 10.000 Dollar von Film Polski erworben. In der Bundesrepublik startete der Film am 18. Juni 1963, wogegen er in der DDR erst am 26. Februar 1965 in die Kinos kam. Bei seiner Veröffentlichung in westlichen Ländern wurde der Film zum Überraschungserfolg und rief wohlwollende bis begeisterte Kritiken hervor. Felix Barker von der Londoner Evening News etwa schrieb, Das Messer im Wasser sei „ein Film vollkommener Brillanz“. Arthur Dent vom Daily Telegraph urteilte, der Film sei „mit blendender Intimität inszeniert und gespielt“. Dilys Powell von der Sunday Times resümierte: „Der Regisseur ist Roman Polanski, ein Name, der uns wohl sehr vertraut werden wird, wenn man in Betracht zieht, was er mit seinem ersten Film erreicht hat.“ Peter John Dyer von Sight & Sound zog im Winter 1962 große Namen zum Vergleich heran: „Das Schlussbild […] impliziert eine Art erstarrter Mutlosigkeit, für die man normalerweise einen Bergman oder Antonioni braucht, um sie filmisch zu erreichen.“

### Auszeichnungen
Das Messer im Wasser gewann 1962 den FIPRESCI-Preis bei den Filmfestspielen in Venedig. Bei der Oscarverleihung 1964 war er als Bester fremdsprachiger Film nominiert, verlor jedoch gegen Fellinis 8½. Bei den British Film Academy Awards 1964 war er in der Kategorie bester Film nominiert.

### Nachwirkung
Polański erregte mit seinem Erstlingswerk sowohl in Europa als auch in den USA Aufmerksamkeit, wo es ein Szenenbild aus Das Messer im Wasser auf das Cover des Time Magazine schaffte. Der Film war für ihn der Startpunkt seiner internationalen Karriere und zeichnete bereits die Themen seiner großen Erfolge vor: die psychologisch genaue Zeichnung der Figuren, die Untersuchung von gesellschaftlichen Abhängigkeiten und von gegenseitigen Abhängigkeiten in Beziehungen. Diese, so Heer, „psychologische Vivisektion“ zieht sich durch weite Teile seines Werkes. In Das Messer im Wasser etabliert Polański den Prototyp einer psychologischen Dreiecksgeschichte, die er später immer wieder variiert. Mark Cousins stellt fest, Das Messer im Wasser, Wenn Katelbach kommt…, Bitter Moon und Der Tod und das Mädchen seien „alles Versionen derselben Geschichte, nämlich der eines Paares, das sich durch die Anwesenheit einer dritten Person, die ihm zu nahe kommt, unwohl fühlt“.
Für den polnischen Film insgesamt war Das Messer im Wasser zusammen mit Filmen wie Jerzy Kawalerowiczs Mutter Johanna von den Engeln (1961) oder Jerzy Skolimowskis Walkover (1965) Teil einer Wende weg von der oft monumentalen Aufarbeitung der eigenen Geschichte hin zu privateren und intimeren Themen. Andrzej Wajda bestätigt: „Polanskis ‚Das Messer im Wasser‘ war der Beginn des neuen polnischen Kinos.“ Polański selbst blieb dem polnischen Kino hingegen nicht erhalten, er verließ Polen 1963 in Richtung Frankreich, wozu ihn unter anderem die polemischen Kampagnen gegen Das Messer im Wasser und ihn persönlich bewegten. Bis heute drehte Polański keinen weiteren Film in der polnischen Filmindustrie und trat lediglich als Schauspieler in polnischen Produktionen auf, wie in Andrzej Wajdas Die Rache von 2002. 2021 wurde aber bekannt, dass er und Skolimowski 60 Jahre nach Das Messer im Wasser wieder an einem gemeinsamen Drehbuch für den 2023 veröffentlichten Film The Palace schrieben.

### Filmwissenschaftliche Beurteilung
Für Feeney ist Das Messer im Wasser ein „straffer, intimer und handlungsreicher Thriller“, für Thompson und Bordwell ein „intimes Spannungsdrama“. Baer nennt den Film „ein Dreieck von geradezu klassischer Konstruktion“. Polański sei „ein unbestechlicher Realist, der mit sparsamsten Mitteln die einzelnen Gestalten psychologisch zu interpretieren versteht“. Gregor und Patalas bescheinigen dem Film „den Stil eines psychologischen Kammerspiels“. Butler hebt auf die existentialistischen Qualitäten des Films ab und konstatiert: „Polanski führt uns in eine traurige, graue Welt, wo alle drei Personen in gleicher Weise in der Falle sitzen.“
Werner lobt die Geschichte, die „von verblüffender Einfachheit“ sei, und hebt die von „Ironie und Zynismen durchsetzte Sprache“ hervor, die an Alltagssprache erinnere, aber „eine ganz und gar künstliche und kunstvolle“ sei, ein artifizielles Spiel mit Worten. Meikle resümiert: „Das Messer im Wasser ist handwerklich hervorragend gemacht, mit so viel Liebe zum Detail, wie man sie im Film nur zeigen kann. Der Film bleibt so lebendig […] in Erinnerung, als habe man an Andrzejs und Krystynas Ausflug auf einer intimeren Ebene teilgenommen als auf der des reinen Zuschauers.“
Das Lexikon des internationalen Films urteilt, der Film sei „eine erste Stilprobe Polanskis, die zwischen psychologischem Ernst und leiser Ironie schwankt, aber bereits enormes Talent verrät“. Koebner bemerkt ebenfalls die „ungewöhnliche Dichte und Perfektion des Films“, die die Kunstfertigkeit des damals nicht einmal 30-jährigen Regisseurs bezeuge. Indem er neben den Konflikten der Figuren immer wieder durch sanft wirkende Naturaufnahmen „naturromantische Sensibilität“ einbringe, balanciere der Film „Quälerei und Erholung, Peinigung und Trost“ aus. Das habe sich bis heute als „kluge Rezeptur“ bewährt, die verschiedene Interessen des Publikums zu mobilisieren wisse. Bird nennt Das Messer im Wasser „ein herausragendes Debüt“ und „einzigartig in Polanskis Filmographie“, denn der Film beinhalte ein soziales Engagement, das zwar typisch für Skolimowskis kommende Filme sei, aber in Polańskis weiteren Filmen grundsätzlich nicht mehr vorkommen würde.

## Filmanalyse

### Inszenierung

#### Visueller Stil
Trotz seines vorangegangenen Aufenthalts in Paris mit der in dieser Zeit aufblühenden Nouvelle Vague macht sich Polański deren Stilpluralismus nicht zu eigen und zitiert keine Stilmittel früherer Künstler, wie damals üblich. Thompson und Bordwell stellen fest: '„Polanski vermeidet die technische Innovation des neuen europäischen Kinos und verlässt sich […] auf lebendige Aufnahmen mit hoher Tiefenschärfe, durch die die Figuren in spannungsgeladener Konfrontation bleiben.“ In „strenger Wellesscher Tiefe“, erinnernd an Filme wie Citizen Kane oder Der Glanz des Hauses Amberson, staffelt Polański seine Figuren tief in den Raum der Mise-en-scène, wobei sich oft eine der Figuren im Bildvordergrund nahe an der Kamera befindet, während durch den Einsatz von Weitwinkelobjektiven auch die Figuren im Bildhintergrund nicht an Schärfentiefe verlieren. Der Effekt dieses „rituellen Gebrauchs der Schärfentiefe“ ist, dass der Zuschauer seine neutrale Beobachterposition verlässt, um die Handlung vom Standpunkt des nahe an der Kamera befindlichen Protagonisten aus wahrzunehmen. Dadurch, dass die Vordergrundpersonen ständig wechseln, wird jedoch nicht auf den Blickwinkel einer einzelnen Person fokussiert, sondern Polański bietet den Identifikationsmöglichkeiten des Zuschauers eine breite Basis, indem er den Filmblick nicht auf einen einzelnen Protagonisten hin subjektiviert.
Auch durch die Cadrage verdeutlicht der Regisseur die Dynamik der Dreiecksgeschichte: Die, so Butler, „Zwei-drinnen-einer-draußen-Situation“ wird filmisch etwa so umgesetzt, dass oft einer der Charaktere in der Distanz gezeigt wird, während die anderen beiden ihn in Großaufnahme am rechten und linken Bildrand umrahmen. Die Figuren bilden somit szenische Dreieckssituationen, wie sie auch in Citizen Kane und in Laurence Oliviers Hamlet, einem erklärten Lieblingsfilm Polańskis, zu finden sind. Sie dienen laut Orr dazu, „ein gewisses Gefühl der Unsicherheit und des Misstrauens zwischen den Figuren zu schaffen“.
Allgemein gelobt wird Lipmans Kameraarbeit, die, wie Baer anmerkt, den Gegensatz „zwischen der stillen Weite der schönen Landschaft“ und der „zur Aggressivität führenden Enge des Bootes“ herausarbeitet. In den Außenaufnahmen liefert Lipman „großartige, silbrige Bilder“, wie Feeney anmerkt, die „das herrliche Spiel von Wasser und Himmel“ bewusstmachen. Im Kontrast dazu rufen die Aufnahmen im Inneren des Bootes den Eindruck „eines engen Gefängnisses in freier Natur“, eines „perfekten ‚lieu clos‘ Sartrescher Provenienz“ hervor. Abgebildet werde, so Feeney, „die bildliche Eleganz einer psychologischen Dimension“. Polanski und sein lichtsetzender Kameramann Lipman sorgen gerade in den Szenen unter Deck laut Goscilo für „rein visuelle Auflösungen cinematischer Problemstellungen, eine Umwandlung klaustrophobischer Settings in psychologischen Raum“. Koebner betont ebenfalls, Polański wolle „mit Bildern erzählen“ und das „innere Drama der Personen mit versteckten oder auf Anhieb erkennbaren Signalen“ ausdrücken: Empfindungen, die die Figuren im Geheimen beschäftigen würden, nicht aussprechen können oder denen sie sich nicht einmal bewusst sind, beispielhaft in der Figur der lange lakonisch bleibenden Frau, werden visuell angedeutet.

#### Dramaturgie
Polański erläutert zu seinen Zielsetzungen der Inszenierung, er habe den Film „hochgradig intellektuell, technisch präzise, beinahe formalistisch“ umsetzen wollen. Kennzeichnend für Das Messer im Wasser ist ein dramaturgischer Minimalismus, eine Reduzierung auf drei Personen, einen festen Schauplatz, karge Dialoge und den Zeitrahmen von exakt 24 Stunden. Butler führt dazu aus: „Der Film beginnt, wie er endet, auf einer langen, grauen, langweiligen Straße; ein Kommentar zum langen, grauen und langweiligen Leben des Paares, das sie entlangfährt […] Die ganze Eröffnungssequenz ist kennzeichnend für die enggeknüpfte […] elliptische Qualität dessen, was folgt: ein Minimum an Dialog, ein Minimum an äußerer Handlung, eine strenge Beschränkung auf Charaktere und Setting.“ Polański führte 1966 gegenüber der französischen Filmzeitschrift Les Cahiers du cinéma aus, wie er diesen karg-realistischen Ansatz dramaturgisch erweiterte: „Was ich mag, ist das extrem realistische Setting, in dem sich jedoch etwas befindet, was mit der Realität nicht vereinbar erscheint. […] In ‚Das Messer im Wasser‘ basiert alles auf Zweideutigkeiten, auf kleinen ironischen Einsprengseln, auf einer Art Zynismus zwischen den Zeilen“. Der Film nutze „eine Urlaubsatmosphäre, getönt mit einer Menge Ironie“.
Das Ende des Films lässt für den Zuschauer einen möglichen Handlungsfortgang offen. Es wurde, wie Thompson und Bordwell konstatieren, zum „Kennzeichen für das Fehlen von Handlungsabschlüssen im Kino der 1960er“. Butler fügt hinzu, der Film ende „wie ‚Ekel‘, ‚Wenn Katelbach kommt…‘ und ‚Rosemaries Baby‘ mit einem Fragezeichen“.

#### Ton und Musik
Der Ton wird in Das Messer im Wasser meist in Form von natürlich erzeugten Klängen – „langen Momenten fast vollständiger Stille, rauschenden Wellen, knackendem Holz, flatternden Segeln“ – laut Butler „unaufdringlich“ eingesetzt, um dem Zweck der jeweiligen Szene zu dienen. Polański benutze Sound, „um Atmosphäre zu schaffen, Spannung zu erhöhen oder zu brechen, zu schocken oder ein latentes Gefühl der Gewalt hervorzurufen“.
Butler führt weiter aus, Komedas jazziger Soundtrack ergänze „virtuos die Kombination natürlicher Klänge, die Polański so schlau zusammengefügt hat“, und gebe „mit scharfer Zunge Kommentare zur Geschichte ab“. Werner bezeichnet die Filmmusik als „relativ sparsam“, kritisiert jedoch, dass sie an einigen Stellen dazu neige, „die Akzente zwischen kämpferischer Erregung oder harmonischem Segelvergnügen zu deutlich zu setzen“. Der 25-jährige Schwede Bernt Rosengren, den Komeda trotz einiger Probleme mit der Bürokratie nach Polen kommen ließ, spielt im Soundtrack Tenorsaxophon.

### Themen und Motive

#### Gesellschaftskritik
Polański spricht deutlich aus, dass Das Messer im Wasser unter anderem auch eine „Attacke auf Privilegien“ ist. Andrzej schmückt sich mit den, so Baer, „Errungenschaften eines Anpassers“. Diese materiellen Dinge, die Andrzej durch seinen gesellschaftlichen Status erlangt hat – sein Auto, die Jacht, seine Pfeife, seinen Kompass, seinen Patent-Flaschenöffner und anderes mehr – stehen im krassen Gegensatz zum Eigentum des Jungen, in dessen Seesack sich sein Messer als wichtigster Besitz befindet. Thompson und Bordwell führen zur politischen Motivation des Films aus: „Das Messer im Wasser könnte als politisch genau bezeichnet werden, indem er die ‚rote Bourgeoisie‘ angreift, die in westlichem Luxus lebt. Aber der junge Mann kann wohl kaum ein positiv besetzter Held sein, da er bestenfalls naiv-verwirrt und schlimmstenfalls irgendwie zynisch ist.“
Wirkt anfangs das Spiel des Jungen mit seinem Messer wie ein rebellischer Akt gegenüber Andrzej, stellt sich allmählich heraus, dass es, so Bird, lediglich „die Konzentrationsübung eines in der Ziellosigkeit des alltäglichen Lebens zerstreuten Geistes“ ist, der Ausdruck eines „jugendlichen Nihilismus“. Der Junge ist somit nur anfänglich ein positiver Gegenentwurf zum Spießer Andrzej, aber, wie sich später herausstellt, ebenfalls nur handlungsohnmächtiger Teil einer Gesellschaft, der es an Gerechtigkeit mangelt. Werner resümiert, für Polański sei „der Nonkonformismus des Jungen eine ebenso sinnlose, hohle Attitüde wie Andrzejs Konformismus“. Ostrowska beschreibt die Wirkung der Figur des Jungen auf den Zuschauer so: „Nicht nur die Figuren spielen ein Spiel miteinander. Polański spielt auch mit den Erwartungshaltungen und Mutmaßungen des Zuschauers, wohin die Erzählung führen wird. Ein idealisiertes Bild der Jugend wird später im Film brutal zerstört, aber nicht einfach in sein dämonisches Gegenteil verkehrt, sondern in seiner ganzen Banalität und Flachheit präsentiert, was umso beunruhigender auf den Zuschauer wirkt.“
Butler konstatiert, der sich herausbildende Gegensatz in Das Messer im Wasser sei ein von Polański weitgehend neutral und beobachtend ausgeführter „Konflikt zwischen dem […] Alter und der Jugend […], zwischen Konformität und der Weigerung, sich konform zu verhalten, zwischen der Spießigkeit materiellen Erfolgs […] und der Zurückweisung der Standards dieses Erfolgs“. Die Position von Krystyna ist für Meikle hierbei „eine interessante Metapher“. Sie stehe im Zentrum dieser Auseinandersetzung in ihrer unnahbaren, sphinxhaften Art „für die Gesellschaft an sich, dem Flirt mit der rebellischen Jugend nicht abgeneigt, aber letztendlich wieder zum Status quo zurückkehrend“.

#### Psychologie der Beziehungen
Nicht nur der gesellschaftliche Konflikt, sondern auch die konflikthaften persönlichen Beziehungen des Trios werden von Polański thematisiert. Während Andrzej sich in einer sicheren Machtposition glaubt, die er zu bewahren versucht, hat ihn seine Frau in seiner, so Baer, „anmaßenden Selbstüberschätzung“ längst durchschaut. Polański bedient sich der Figur des Jungen, um den Ehekonflikt der beiden spürbar zu machen. Er erläutert: „Die dritte Person dient nur als Vorwand, nicht nur für den Drehbuchautor, sondern auch für das Paar in seiner Ehe. […] Der Konflikt betrifft das Paar.“
Doch auch die Beziehung zwischen Andrzej und dem Jungen ist betrachtenswert: Krystyna erkennt, dass der junge Mann „ein – wenngleich noch unausgefülltes – Abbild ihres Mannes“ ist, wie Baer erläutert. Jeder der beiden spiegle sich im Bild des anderen. Werner stellt fest: „Andrzej verkörpert die Zukunft des Jungen, wie der Junge die Vergangenheit Andrzejs verkörpert.“ Daher beinhaltet gemäß Butler die Beziehung der beiden Männer „sich bekriegende Aspekte von Eifersucht, Bewunderung, Angst, Verachtung und ein eindeutiges, aber nicht eingestandenes Element aufrichtiger Zuneigung, eher väterlich als homosexuell“.
Krystyna ist es, die diese Situation ausnutzt und zum Schluss des Films die beiden gegeneinander ausspielt. Sie bleibt Siegerin in einem Männerkampf, den Kroner so beschreibt: „Der Kampf zwischen Andrzej und dem Jungen war auch ein Versuch, in Kontakt miteinander zu kommen, ihre Kraft auf die Probe zu stellen und zu entscheiden, wer wen beherrscht oder wer sich wem unterwirft. Am Ende müssen beide einsehen, dass ein solcher Kontakt nicht hergestellt werden kann, ebensowenig wie eine endgültige Klärung von Macht und Ohnmacht.“

#### Psychoanalytische Deutungsansätze
Besonders Butler und Werner stellen ihre Filmanalysen auf mögliche psychoanalytische Deutungsmöglichkeiten ab. Butler betont die „phallische Signifikanz“ des Messers und nennt es ein „Freudsches Sexsymbol“, das für die Potenz des Jungen einstehe und dem älteren Mann gefährlich werde. Ironischerweise ermögliche Andrzej dem Jungen den Ehebruch jedoch erst damit, indem er das Messer beseitigt. Auch Werner entdeckt eindeutig sexuell konnotierte Symbole: Der Schuh, den Krystyna als Pfand für ein verlorenes Mikado-Spiel dem Jungen präsentiert, sei „eines der deutlichsten Symbole für die Vagina“, wobei der Gürtel mit der protzigen Schnalle, den der Junge als Pfand abgeben muss, ebenfalls ein sexuelles Potenzsymbol sei.
Das Dreiecksverhältnis sei „die Darstellung einer ödipalen Beziehung“, wobei Andrzej als „Vater“ die belehrende und strafende Position und Krystyna die beschützende Mutterrolle einnehme, aber gleichzeitig das Objekt der Begierde des Jungen sei. Werner führt in seiner Argumentation weiter aus, es gebe im Film Motive, die an Kastration und Kastrationsängste gemahnten. So spielen der Junge und Andrzej zum Beispiel das bekannte Spiel, mit dem Messer in die Zwischenräume der Finger einer gespreizten Hand zu stechen, ohne die Finger zu verletzen. Weitere Hinweise sind laut Werner das zweimalige Erklimmen des Bootsmastes durch den Jungen, die gegen Ende des Films prominent in Szene gesetzten gefällten Bäume und die Tatsache, dass die Scheibenwischer gestohlen sind, als Andrzej und Krystyna zu ihrem Auto zurückkehren.

#### Christliche Symbolik
In einigen der ungewöhnlichsten Einstellungen des Films wird auf christliche Symbolik Bezug genommen. So zeigt zum Beispiel ein Overhead-Shot von der Mastspitze den auf Deck ruhenden Jungen mit ausgestreckten Armen in einer Kreuzigungspose, wobei sein Kopf auf einer Seilrolle ruht, die an einen Heiligenschein gemahnt. Eine weitere Einstellung zeigt den Jungen über der Reling hängend und mit den Füßen „auf dem Wasser wandernd“. Als sich der Junge an einem heißen Topf die Hände verbrennt, können die Verletzungen im Kontext dieser Hinweise als Vertreter der Wundmale Christi gedeutet werden. Letztendlich durchlebt der Junge im Laufe der Erzählung seinen „Tod“ und seine „Wiederauferstehung“. Aber auch über die Figur des Jungen hinaus kann man Anspielungen entdecken: Das Segelboot heißt Christina, anglisiert nach der Ehefrau Krystyna benannt, und als es auf eine Sandbank einläuft, ist in einer längeren Einstellung von dem Schriftzug des Bootes nur der Wortanfang „Christ“ zu sehen.
Werner deutet diese Anspielungen auf Erlösungssymbolik als „rein ironisch“. Feeney stellt fest, Polański habe immer eine Absicht geleugnet und behauptet, die Anspielungen auf das Christentum seien reiner Zufall. Feeney fügt hinzu, er halte sie ebenfalls für ironische Brechungen und Beiträge zur Ambivalenz des Films: „Natürlich ist der junge Mann keine Christusfigur im traditionellen Sinne, sondern eher der, der in Versuchung führt, ein Engel, der Böses will, eine Schlange im Paradiesgarten.“